# مقاطعة دينت (ميزوري)
مقاطعة دينت (بالإنجليزية: Dent County)‏ هي إحدى المقاطعات في ولاية ميزوري في الولايات المتحدة الأمريكية.